# Balafon
Il balafon, balafong o balafò è uno strumento musicale caratteristico dell'Africa Occidentale sub-sahariana: si tratta di uno xilofono generalmente pentatonico, a volte diatonico. È diffuso in particolare presso le etnie Susu e Mandingo dell'Africa occidentale (Guinea, Mali, Burkina Faso, Costa d'Avorio, Senegal e Gambia).

## Struttura
Il balafon è composto da una struttura di base in fasce di legno o bambù in cui vengono posizionate orizzontalmente le zucche ("calebasse") che fungono da cassa di risonanza, in numero variabile, solitamente intorno alla dozzina. Più le zucche sono grandi più producono un suono grave, più le zucche sono piccole più producono un suono acuto. A volte le zucche vengono forate e rivestite con una sottile membrana; tradizionalmente si usava a questo scopo la tela prodotta da alcuni ragni per avvolgere le uova, mentre oggi è più comune l'impiego della carta usata per le sigarette o di pellicole di plastica biele.
Al di sopra delle zucche si trovano i tasti, fatti di legno, di forma rettangolare posizionati in ordine decrescente; quelli più piccoli producono i suoni più acuti. Il numero di tasti varia in base alla dimensione dello strumento. Il balafon diatonico presenta tasti più spessi ma meno larghi proprio perché deve fornire note più alte.

## Storia
Le prime testimonianze storiche dell'esistenza del balafon risalgono al XII secolo. Una delle fonti più importanti che attestano l'esistenza del balafon già in epoca medioevale sono gli scritti del viaggiatore arabo Ibn Battuta (XIV secolo).